# 3 idiotas (película mexicana)
3 idiotas es una película mexicana de 2017, basada en la exitosa película india de 2009 3 Idiots. Dirigida por Carlos Bolado y producida por Miguel Mier, la película cuenta con las actuaciones de Alfonso Dosal, Christian Vázquez, Germán Valdés III y Martha Higareda.

## Sinopsis
Un grupo de amigos se embarcan en una divertida aventura, decididos a encontrar a un compañero de cuarto universitario que desapareció sin dejar rastro el día de su graduación.

## Reparto
- Alfonso Dosal es Pancho.
- Christian Vázquez es Felipe.
- Germán Valdés III es Beto.
- Martha Higareda es Mariana.
- Vadhir Derbez es Isidoro.
- Sebastián Zurita es Emiliano.
- Paulina Dávila es Diana.
- Enrique Singer es don Diego.
- Rodrigo Murray es Escalona.
- Sara Cobo es la prima de Felipe.